# VSOE

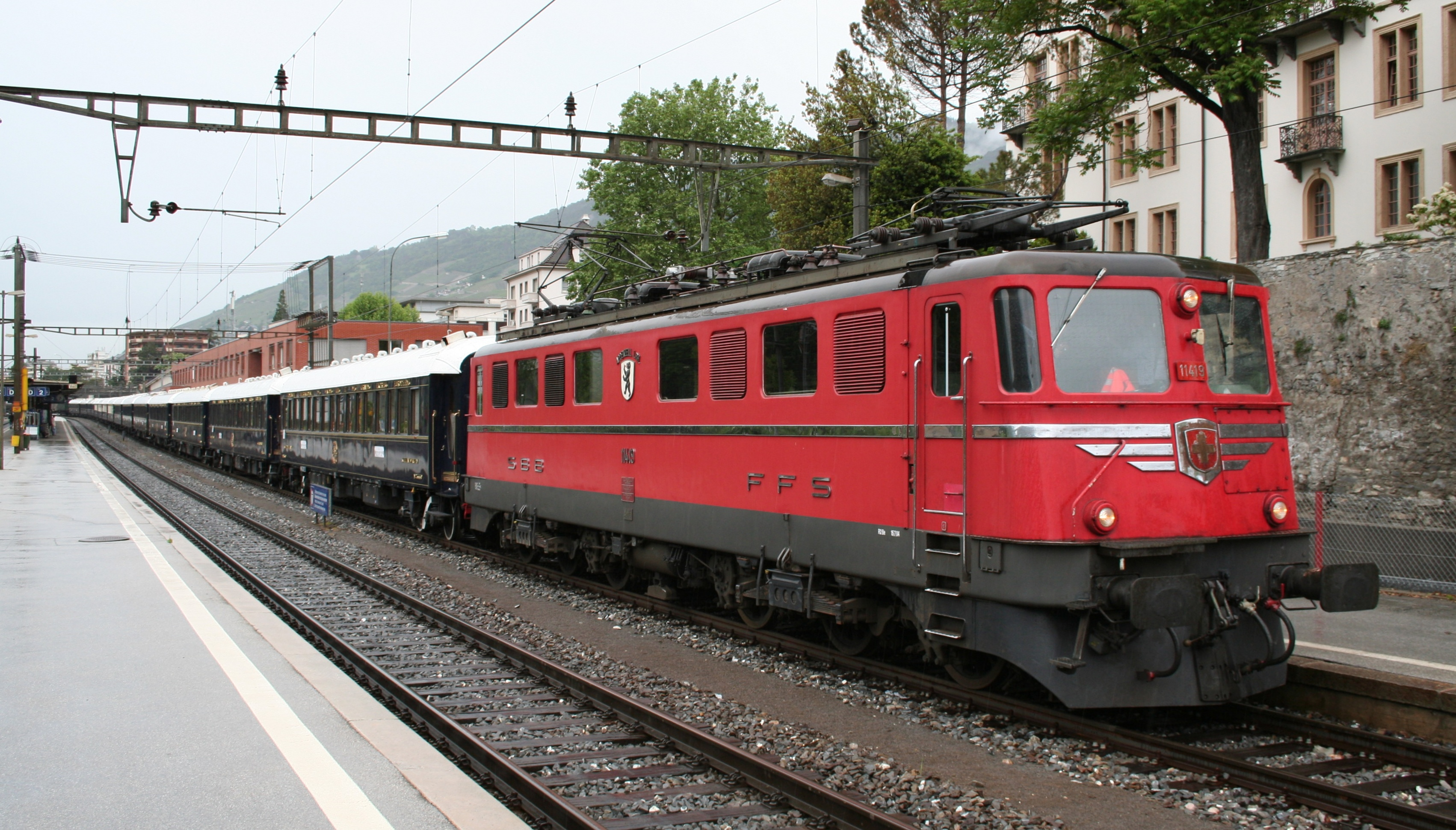
De Venice-Simplon Orient Express in Sierre (2006)

De VSOE (Venice-Simplon Orient Express) is een particuliere trein bestaande uit gerestaureerde rijtuigen van de Compagnie Internationale des Wagons-Lits (CIWL). De VSOE verzorgt voor diverse reisbureaus nostalgische treinritten met dit historische materieel. De bedrijfsnaam Venice-Simplon grijpt terug op de oude route van de Simplon Oriënt-Express, maar zegt niets over de actuele route van de trein.

## Geschiedenis
Na het einde van de reguliere dienst van de Oriënt-Express in 1977 begon de Amerikaan James B. Sherwood met het verzamelen van oude rijtuigen van de CIWL en spendeerde 16 miljoen dollar aan 35 slaap-, restauratie- en pullman-rijtuigen. Op 25 mei 1982 vond de eerste rit plaats met de nostalgische trein. Deze trein rijdt nog steeds en wordt uitgebaat door de onderneming Belmond, onderdeel van luxe consortium LVMH.  Sinds 2021 rijdt de trein ook van Amsterdam en Brussel.
In april 2023 werd aangekondigd om vertrekplaats Londen (met overstap per touringcar door de Kanaaltunnel), te schrappen, en als reden werden de grenscontroles gegeven.

## Wagenpark
De VSOE beschikt over twee wagenparken, een voor gebruik in Groot-Brittannië bestaande uit Pullman rijtuigen zoals die vanaf 1926 in Engeland werden ingezet en een voor gebruik op het Europese vasteland bestaande uit stalen CIWL-rijtuigen uit het interbellum.

### Groot-Brittannië
De rijtuigen zijn gerestaureerde rijtuigen afkomstig van de Brighton Belle dienst.
| Nummer | Naam     | Type                                       |
| ------ | -------- | ------------------------------------------ |
| 99545  | (geen)   | Mk1 BSK (2e klas remmerswagen met zijgang) |
| 99543  | Vera     | Mk1 PFP (1e klas Pullman salonrijtuig)     |
| 99541  | Lucille  | Mk1 PFP (1e klas Pullman salonrijtuig)     |
| 99534  | Ibis     | Mk1 PFK (1e klas Pullman met keuken)       |
| 99546  | Gwen     | Mk1 PFK (1e klas Pullman met keuken)       |
| 99531  | Phoenix  | Mk1 PFP (1e klas Pullman salonrijtuig)     |
| 99530  | Persueus | Mk1 PFP (1e klas Pullman salonrijtuig)     |
| 99535  | Minerva  | Mk1 PFP (1e klas Pullman salonrijtuig)     |
| 99539  | Ione     | Mk1 PFK (1e klas Pullman met keuken)       |
| 99537  | Audrey   | Mk1 PFK (1e klas Pullman met keuken)       |
| 99536  | Zena     | Mk1 PFP (1e klas Pullman salonrijtuig)     |
| 6313   | (geen)   | Mk1 BG (Remmerswagen)                      |

### Europese vasteland
Hoewel de naam verwijst naar de voormalige Oriënt-Express en Simplon Oriënt-Express hebben slechts twee rijtuigen (type S1) echt dienst gedaan in de Simplon Oriënt Express, zo maakte rijtuig 3309 deel uit van de in 1929 in Turkije ingesneeuwde trein. Het grootse deel van de rijtuigen is afkomstig van de Calais-Méditerranée Express die in het interbellum de naam Le Train Bleu kreeg toen ze met de blauwe uiterst luxe slaaprijtuigen van het CIWL-type Lx werd uitgerust. Het barrijtuig met winkel (3674) is een omgebouwd restauratierijtuig dat de naam "Venice Simplon Oriënt Express" draagt en in de blauw/beige dagtrein kleurstelling is geschilderd. Daarnaast maken twee rijtuigen uit 1949 deel uit van van de trein als personeelsvertrekken en zijn drie rijtuigen afkomstig uit de luxe dagtreinen die CIWL inzette in het interbellum. Deze laatste zijn te herkennen aan de blauw/beige beschildering. De opschriften zijn aan een zijkant in het Engels en Duits, aan de andere zijkant Frans en Italiaans.
| Rijtuig type            | CIWL nummer | NVR Nummer               | Fabrikant                                      | Bouwjaar | Ontwerper en motief       | Opmerkingen | Kleur       |
| ----------------------- | ----------- | ------------------------ | ---------------------------------------------- | -------- | ------------------------- | --- | ----------- |
| Slaaprijtuig type "S1"  | 3309        | F-VSOE 61 87 76-70 309-1 | Ateliers Métallurgiques de Nivelles            | 1927     | René Prou, bloemen        | Met coupé voor wagenmeester, omgebouwd tot drie "Grand Suite" coupées, met de namen Boedapest, Wenen en Praag.                                      | Blauw       |
| Slaaprijtuig type "S1"  | 3425        | F-VSOE 61 87 76-70 425-5 | Birmingham Railway Carriage and Wagon Company  | 1929     | René Prou, bladeren       | Met coupé voor wagenmeester, omgebouwd tot drie "Grand Suite" coupées, met de namen Parijs, Venetië en Istanbul.                                    | Blauw       |
| Slaaprijtuig type "Lx"  | 3473        | F-VSOE 61 87 06-70 473-0 | Metropolitan Carriage Wagon and Finance Co Ltd | 1929     | Morrison, bloemenslingers | Met coupé voor wagenmeester | Blauw       |
| Slaaprijtuig type "Lx"  | 3482        | F-VSOE 61 87 06-70 482-1 | Metropolitan Carriage Wagon and Finance Co Ltd | 1929     | Morrison, Trapeze         | Met coupé voor wagenmeester | Blauw       |
| Slaaprijtuig type "Lx"  | 3483        | F-VSOE 61 87 06-70 483-9 | Metropolitan Carriage Wagon and Finance Co Ltd | 1929     | Morrison, bloemenmanden   | Met coupé voor wagenmeester | Blauw       |
| Slaaprijtuig type "Lx"  | 3525        | F-VSOE 61 87 06-70 525-7 | Entreprises Industrielles Charentaises         | 1929     | René Prou, Sapelli parel  | | Blauw       |
| Slaaprijtuig type "Lx"  | 3539        | F-VSOE 61 87 76-70 001-4 | Entreprises Industrielles Charentaises         | 1929     | René Prou, Sapelli parel  | Met coupé voor wagenmeester, omgebouwd tot vier "Suite" coupées, met de namen De Bergen, Het Bos, De Meren en Het Platteland                        | Blauw       |
| Slaaprijtuig type "Lx"  | 3543        | F-VSOE 61 87 06-60 543-0 | Entreprises Industrielles Charentaises         | 1929     | René Prou, Sapelli parel  | | Blauw       |
| Slaaprijtuig type "Lx"  | 3544        | F-VSOE 61 87 06-70 544-8 | Entreprises Industrielles Charentaises         | 1929     | René Prou, Sapelli parel  | | Blauw       |
| Slaaprijtuig type "Lx"  | 3552        | F-VSOE 61 87 76-70 552-6 | Entreprises Industrielles Charentaises         | 1929     | Nelson, Daglelies         | Met coupé voor wagenmeester, omgebouwd tot vier "Suite" coupées, met de namen De Bergen, Het Bos, De Meren en Het Platteland                        | Blauw       |
| Slaaprijtuig type "Lx"  | 3553        | F-VSOE 61 87 76-70 000-6 | Entreprises Industrielles Charentaises         | 1929     | Nelson, Daglelies         | Met coupé voor wagenmeester, wordt omgebouwd tot privérijtuig "L'Observatoire" met slaapkamer, salon, badkamer met ligbad, bibliotheek en theesalon | Blauw       |
| Slaaprijtuig type "Lx"  | 3555        | F-VSOE 61 87 76-70 555-9 | Entreprises Industrielles Charentaises         | 1929     | Nelson, Daglelies         | Met coupé voor wagenmeester, omgebouwd tot vier "Suite" coupées, met de namen De Bergen, Het Bos, De Meren en Het Platteland                        | Blauw       |
| Barrijtuig              | 3674        | F-VSOE 61 87 09-70 674-0 | Entreprises Industrielles Charentaises         | 1931     | Gérard Gallet, Art Deco   | Oorspronkelijk een restauratierijtuig, omgebouwd tot barrijtuig met winkel.                                                                         | Blauw/beige |
| Slaaprijtuig type "Ytb" | 3912        | F-VSOE 61 87 06-70 912-7 | Ateliers Métallurgiques de Nivelles            | 1949     |                           | Omgebouwd met personeelsvertrekken en opslagruimte                                                                                                  | Blauw       |
| Slaaprijtuig type "Ytb" | 3915        | F-VSOE 61 87 06-70 915-0 | Ateliers Métallurgiques de Nivelles            | 1949     |                           | Omgebouwd met personeelsvertrekken en opslagruimte                                                                                                  | Blauw       |
| Restauratierijtuig      | 4095        | F-VSOE 61 87 08-70 095-9 | Birmingham Railway Carriage and Wagon Company  | 1927     |                           | L'Oriental, Interieur afkomstig uit restauratierijtuig No. 3083                                                                                     | Blauw/beige |
| Restauratierijtuig      | 4110        | F-VSOE 61 87 08-70 110-6 | Birmingham Railway Carriage and Wagon Company  | 1927     |                           | Étoile du Nord | Blauw/beige |
| Pullman rijtuig         | 4141        | F-VSOE 61 87 09-70 141-0 | Entreprises Industrielles Charentaises         | 1929     | René Lalique              | Côte d’Azur, voorzien van een champagne bar | Blauw/beige |